# Enrico Poitschke
Enrico Poitschke (født 23. august 1969) er en tysk tidligere professionel cykelrytter, som cyklede for det professionelle cykelhold Milram.